# アングレカム・ディディエリ
アングレカム・ディディエリ Angrecum didieri Ball. ex Finet は、ラン科植物の1つ。マダガスカル島産で香りのある白い花をつける。

## 特徴
着生の草本。草丈は10-15cmほどと、この類では小型な方である。茎は円筒状で、葉を二列に生じる。葉は長さ10cm前後で細長くて線形、葉質は硬い。葉の先端は2つに裂け、その左右は不均等になる。
開花期は冬、花茎には1-2個の花を生じ、あまり伸び出ない。花は径6cm程で、色は白、香りがある。萼片は線状披針形で、側花弁は萼片より細く、左右に張り出す。唇弁は心臓型をなし、基部から細い距が下向きに垂れる。

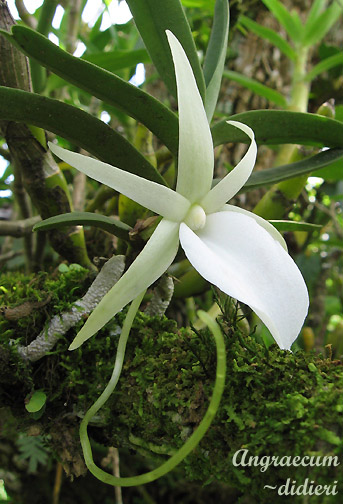
花のやや側面
長い距と、その背後に茎や葉が見える。

学名の種小名は人名にちなむ。

## 分布と生育環境
マダガスカルに産し、標高600mから1500mまでの森林内に生じる。

## 利用
洋ランとして栽培される。本属としては比較的小型種であり、扱いやすく、花は星形で美しく、香りもあり、また栽培も比較的容易で花付きもよい。